# Daumantas de Pskov
Daumantas o Dovmont (en lituano: Daumantas Pskoviškis; en bielorruso: Даўмонт; en ruso: Довмонт) nombre cristiano: Timoteo (en ruso: Тимофей; en bielorruso: Цімафей; c. 1240? - 17 de mayo de 1299), fue un príncipe lituano que ejerció el cargo de kniaz de la república de Pskov entre 1266 y 1299. Durante su estancia en el cargo, Pskov se convirtió en un estado independiente de facto de la república de Nóvgorod. Fue canonizado por la Iglesia ortodoxa rusa y se festeja el 20 de mayo. 

## En Lituania
Hasta 1265, Daumantas fue duque de Nalšia, una provincia del norte del Gran Ducado de Lituania, y aliado del rey Mindaugas, del que era concuñado (las mujeres de Mindaugas y Daumantas eran hermanas). A pesar de ese parentesco, Daumantas eligió aliarse con el sobrino de Mindaugas, Treniota, duque de Samogitia. Treniota había incrementado su poder personal progresivamente en el reino e intentó conjurar una rebelión general de los pueblos bálticos contra la Orden Teutónica y la Orden Livona.
En 1263, Treniota asesinó a Mindaugas y a dos de sus hijos y se ha sugerido que actuó conjuntamente con Daumantas. Como resultado, el Gran Ducado permanecería pagano durante 120 años más. Algunas crónicas rutenas explican que Treniota mató a Mindaugas para incrementar su poder, y que Daumantas lo habría hechopor venganza, ya que tras la muerte de la reina Morta en ca. 1262, Mindaugas tomó a la mujer de Daumantas para sí. Cuando Mindaugas envió un gran ejército contra Briansk, Daumantas sí participó en la expedición, pero retornó rápidamente y luego participó en el asesinato.
De acuerdo a la Crónica de Bychowiec (una fuente tardía y no verificada), Daumantas recibió como recompensa el título de duque de Utena.
Cuando Vaišelga, hijo mayor de Mindaugas, se alió con el principado de Galitzia-Volynia en 1264, fue capaz de vengarse por la muerte de su padre matando a Treniota. Daumantas y sus partidarios huyeron a la ciudad de Pskov.

## Gobernante de Pskov

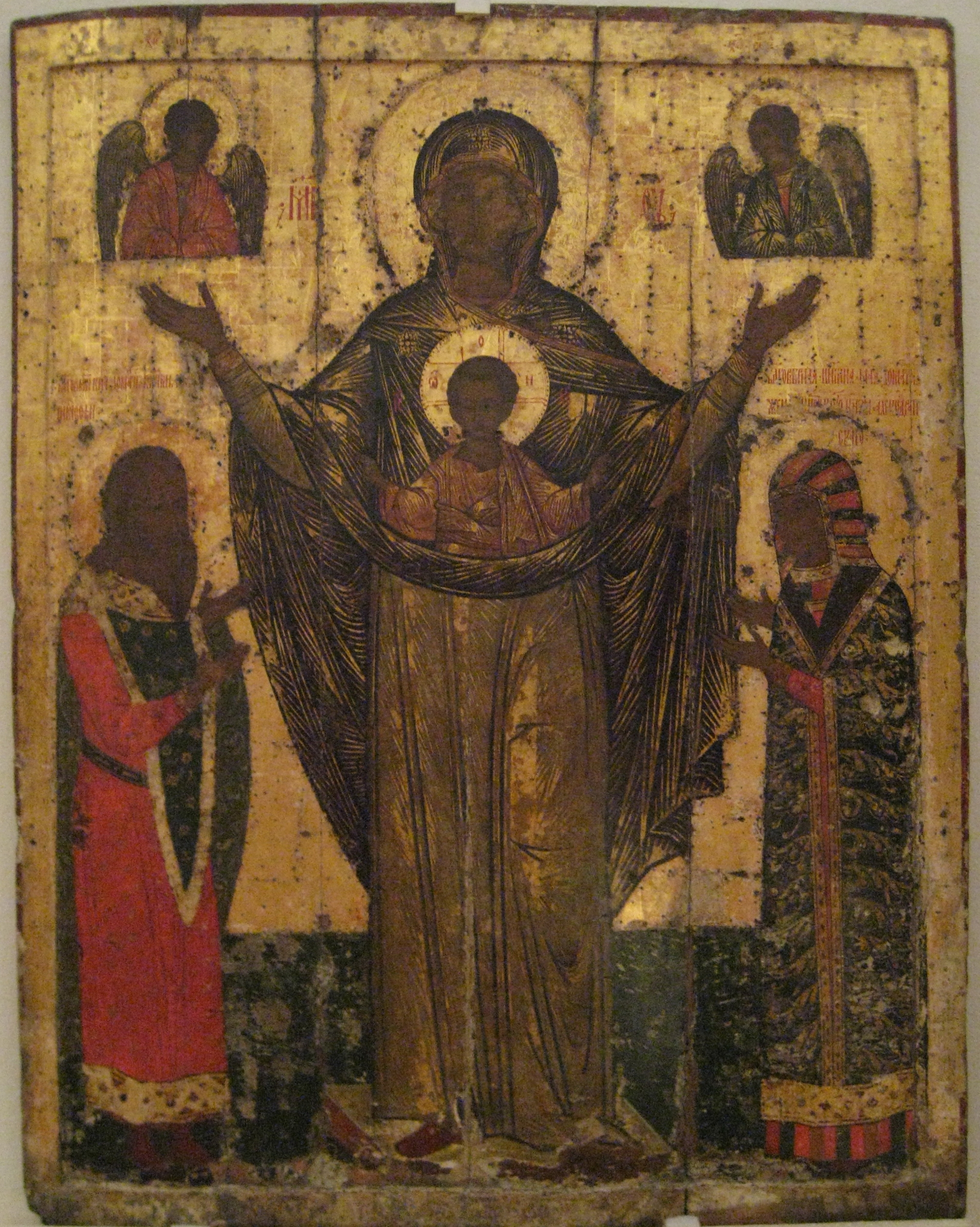
Nuestra Señora de Mirozha con san Daumantas y su mujer María

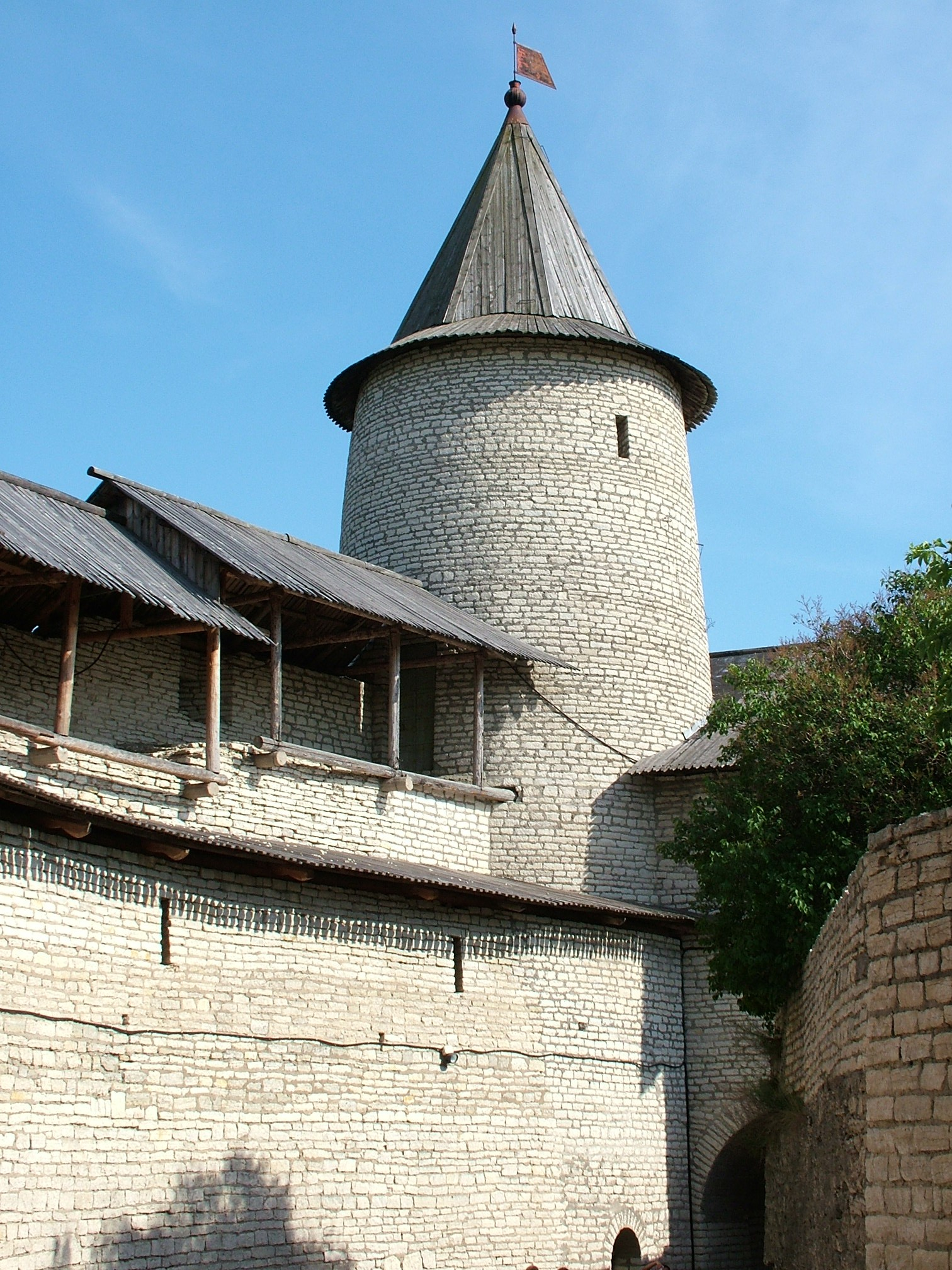
Una torre medieval del kremlin de Pskov.

Tras llegar a Pskov, Dovmont fue bautizado en la Iglesia ortodoxa, tomó el nombre cristiano de Timoteo (ruteno: Timoféi) y se casó con una hija de Dmitri de Pereslavl, hijo de Alejandro Nevski. Condujo a los ejércitos de Pskov contra los lituanos y los derrotó a orillas del Dviná Occidental, procedió a devastar las tierras del duque Gerdenis, y capturó a sus dos hijos y a su mujer. El coraje de Daumantas, su actitud amistosa y el éxito de sus empresas militares convencieron a los habitantes de Pskov para elegirle como su kniaz, o líder militar.
La elección de Daumantas nunca fue ratificada por la república de Nóvgorod, que controlaba tradicionalmente los asuntos de Pskov. El príncipe Yaroslav de Nóvgorod planeaba castigar a los habitantes de Pskov por su obstinación y expulsar a Daumantas de la ciudad, pero los novgorodenses rechazaron apoyar su campaña, y, uniendo sus tropas a las de Pskov, atacaron Lituania al año siguiente, al mando de Daumantas, que regresó triunfante a Pskov.
Al año siguiente la alianza Pskov-Nóvgorod fue amenazada por una invasión por parte de la Orden Livona. Los de Pskov, comandados por Daumantas, unieron sus fuerzas a las de Nóvgorod, dirigidas por Yaroslav y Dmitri de Pereslavl, e infligieron una aplastante derrota a los caballeros livonos en la batalla de Rakvere (1268), cerca de la actual Rakvere. Un año después, el Gran Maestre de la Orden, Otto von Lutterberg, asedió la ciudad de Pskov, pero Daumantas, nuevamente apoyado por Nóvgorod, logró rechazar el ataque, hiriendo personalmente a Lutterberg en la batalla. Los caballeros livonos buscaron la paz a cualquier precio, cesando sus ataques sobre Pskov y Nóvgorod en los siguientes treinta años.

## Postrimerías y legado

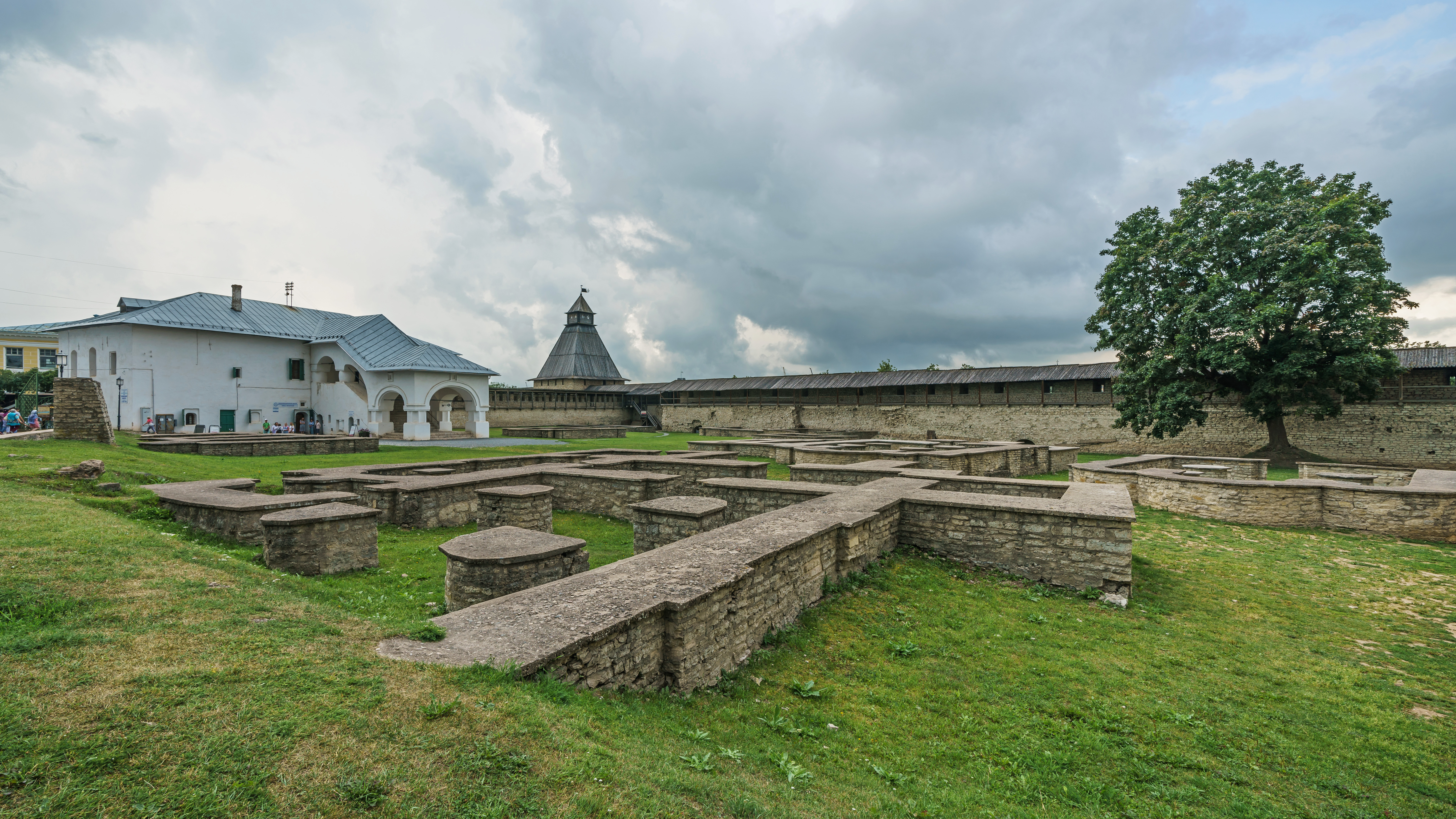
Burgo de Daumantas en Pskov.

En 1270, Yaroslav volvió a interferir en los asuntos de Pskov al intentar  reemplazar a Daumantas por un gobernante títere. Los habitantes de Pskov apoyaban a Daumantas, y forzaron a Yaroslav a abandonar sus planes. Con la intención de fortalecer sus posición, Daumantas se había casado con la hija de Dmitri de Pereslavl, María. En 1282, cuando su suegro fue expulsado de Vladímir a Koporie, Daumantas realizó una salida contra Stáraya Ládoga, arrebató el tesoro de Dmitri a los novgorodenses y lo transportó a Koporie. A partir de ese momento, su nombre desaparece de las crónicas durante los siguientes diecisiete años.
En 1299, la Orden Livona invadió inesperadamente el noroeste de Rutenia y asedió Pskov. Tras expulsarlos de la república de Pskov, Daumantas súbitamente enfermó y murió, siendo sucedido por su supuesto hijo, David de Hrodna. Su cuerpo fue enterrado en la catedral de la Trinidad de Pskov, donde serían expuestas su espada y sus efectos personales hasta el siglo XX.
Según las crónicas de Pskov, ningún gobernante fue tan amado por los ciudadanos de Pskov como Daumantas; particularmente alaban sus habilidades militares y su sabiduría. Tras su canonización por la Iglesia ortodoxa rusa, se convirtió en el patrón de Pskov (juntamente con Vsévolod Mstislávich). Las fortificaciones erigidas por Daumantas en la parte antigua de Pskov serían llamadas la «ciudad de Daumantas». Se le consagró una iglesia en 1574.
En la década de 1990, el autor ruso Serguéi Kalitin escribió una novela, «La hora del lobo», sobre la vida de Daumantas y su transición desde ser un noble lituano menor a ser príncipe de Pskov.